# Ordspil
|  | Spekulativ artikel Bemærk at denne artikel er præget af spekulationer og bør omskrives, så fakta er understøttet af verificerbare kilder. |

 Denne artikel bør gennemlæses af en person med fagkendskab for at sikre den faglige korrekthed.

Ordspil er et skævt samspil mellem ords udtale og deres betydning. (Semantiske felters ligheder i udtale). Definitionen gælder rim. (De kan også tolkes som en særlig type ordspil). Ordspils effekt er metaforisk og opstår i kraft af ligheder i udtrykket. Det samme gælder visse sammensatte ord, specielt portmanteau-ord.
Definitionen fokuserer på udtrykket og nedprioriterer det semantiske og kontekstuelle. Kommer det hele med, kan ordspil defineres som leg og spil med ordene på baggrund af deres lydlige habitus.
Som eksempler på ordspil kan nævnes "ordspild" om dårlige ordspil og copyleft, der er et ordspil på copyright. Copyright kan desuden med et ordspil ændres fra en ophavsretsbeskyttelse til "retten til at kopiere".
| Sprog | Spire Denne artikel om sprog er en spire som bør udbygges. Du er velkommen til at hjælpe Wikipedia ved at udvide den. |